# Wucheng, Xiuning
Wucheng (kinesiska: 五城) är en köping i östra Kina. Den ligger i Xiuning härad i staden Huangshan i provinsen Anhui, omkring 270 kilometer söder om provinshuvudstaden Hefei. Wucheng ligger 149 meter över havet och antalet invånare är 22 663. Befolkningen består av 10 595 kvinnor och 12 068 män. Barn under 15 år utgör 12,0 %, vuxna 15-64 år 76 %, och äldre över 65 år 11,0 %.